# Sychotín
Sychotín je vesnice, část města Kunštát v okrese Blansko. Nachází se asi 0,5 km na západ od Kunštátu. Prochází zde silnice I/19. Je zde evidováno 97 adres. Trvale zde žije 235 obyvatel.
Sychotín je také název katastrálního území o rozloze 3,93 km2.

## Historie
První písemná zmínka o obci pochází z roku 1374.

## Pamětihodnosti
- Vodní mlýn č.p. 34

## Fotogalerie

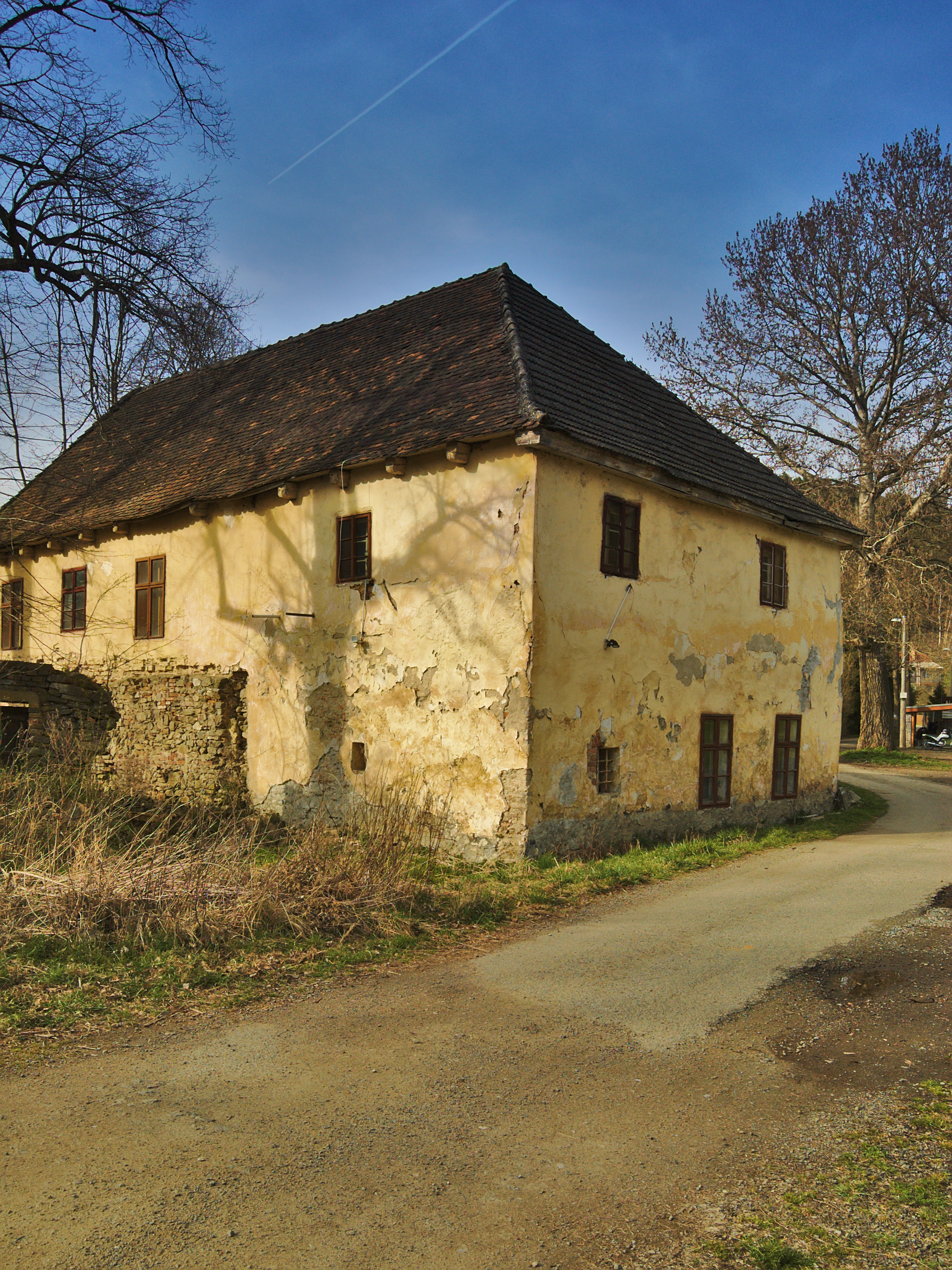
Památkově chráněný bývalý vodní mlýn
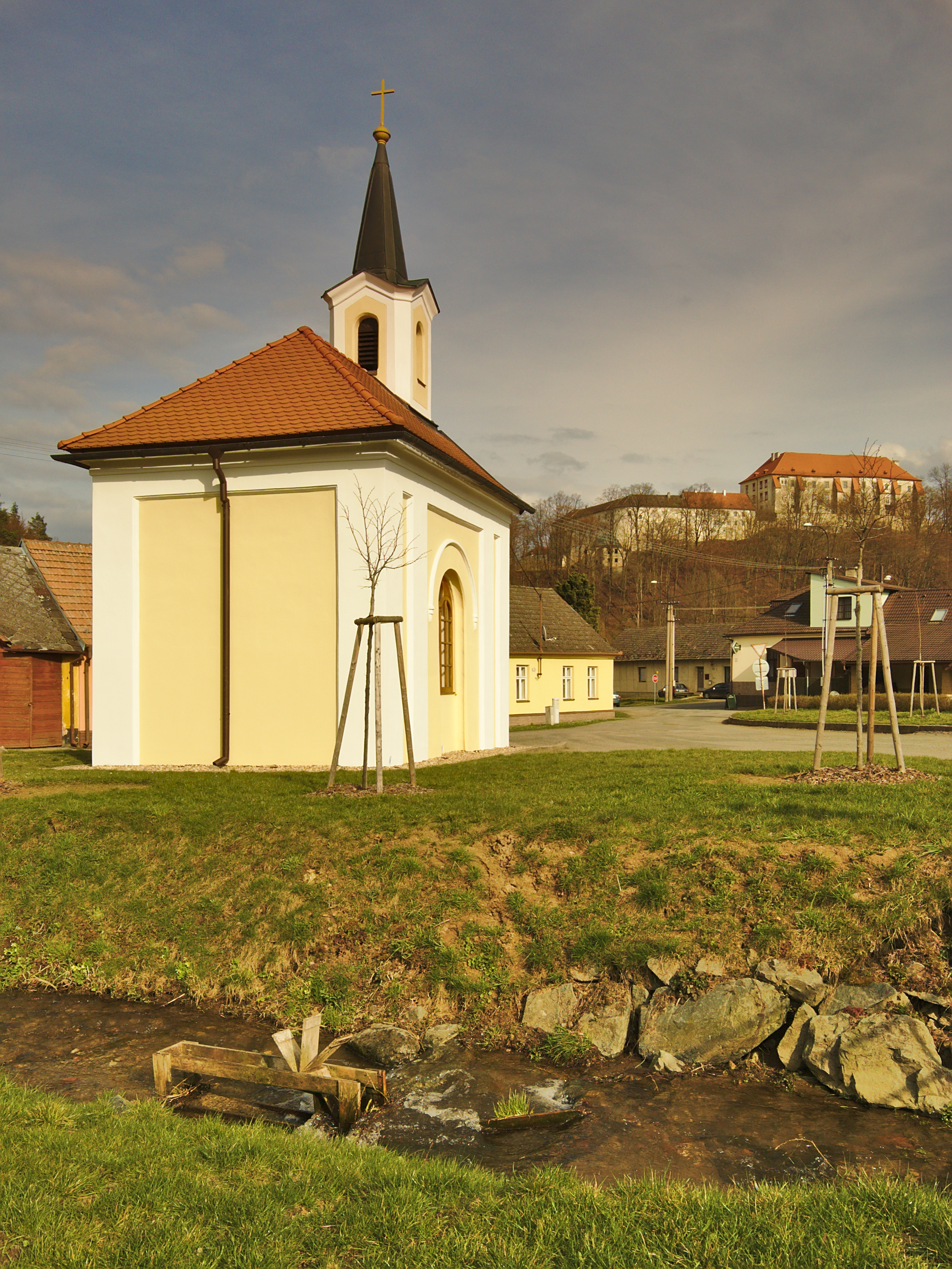
Kaple Panny Marie Sněžné, v popředí Sychotínský potok, v pozadí zámek Kunštát a pod ním přírodní památka Kunštátská obora
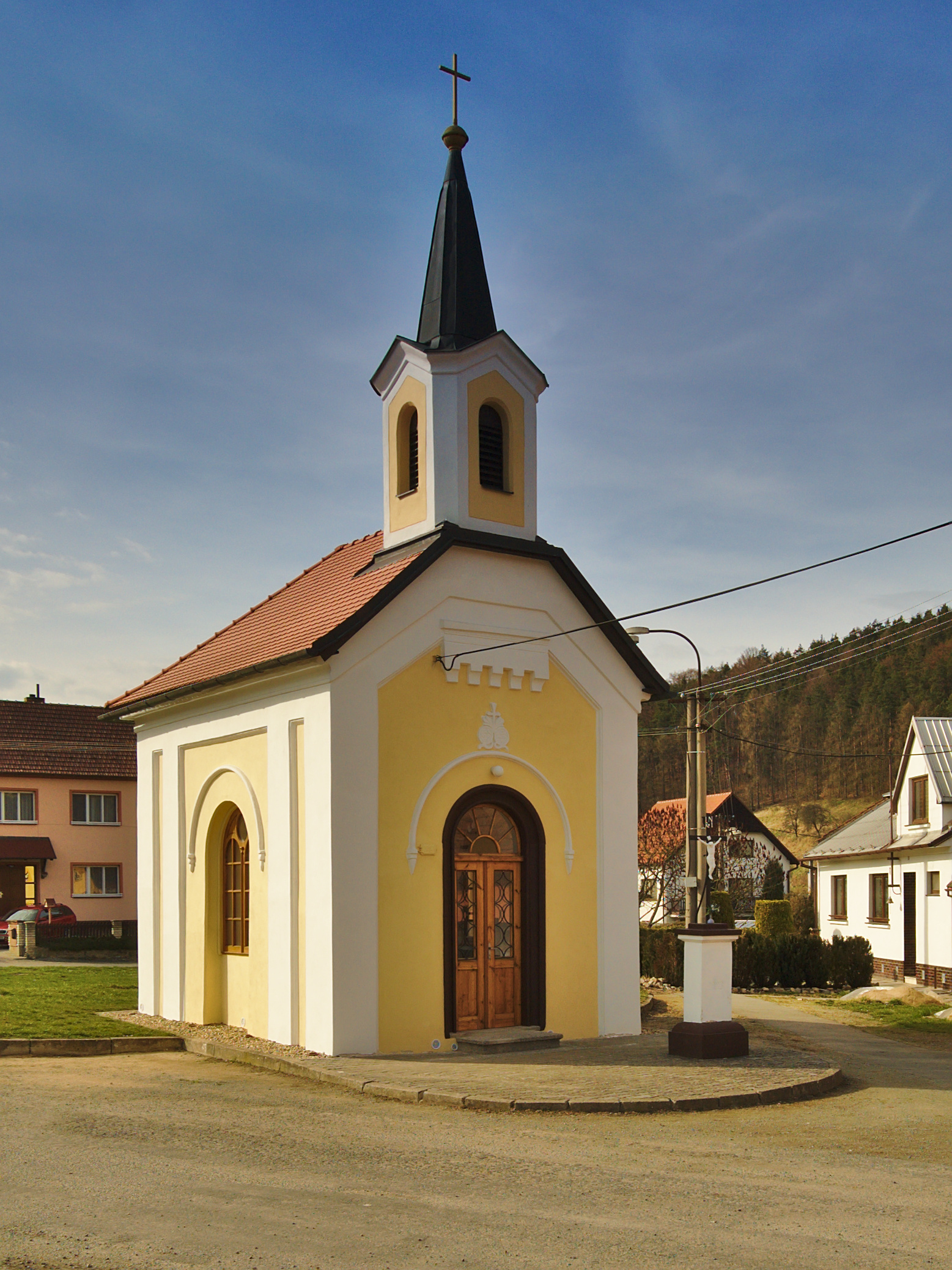
Kaple Panny Marie Sněžné – čelní pohled
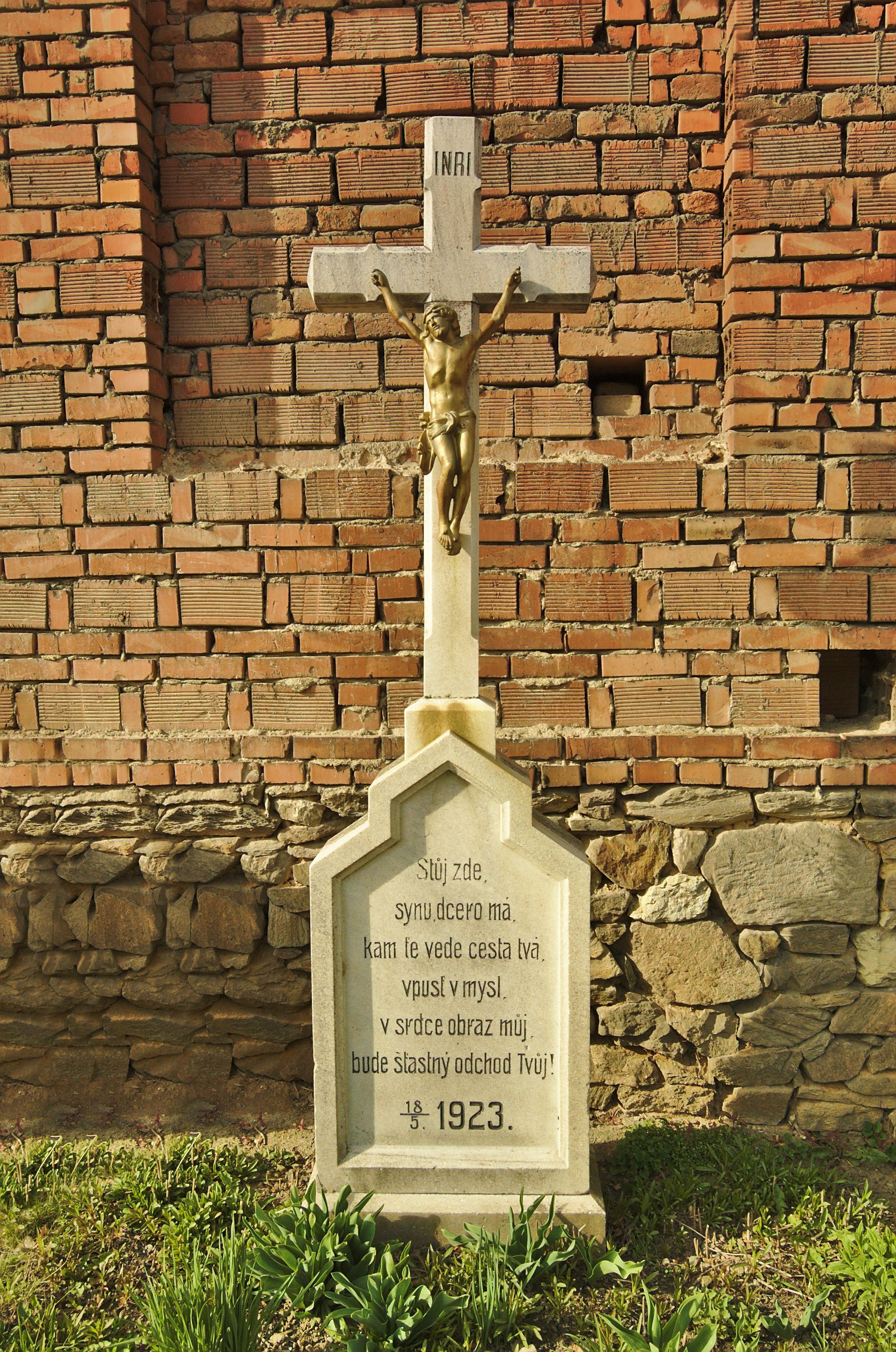
Kříž u silnice
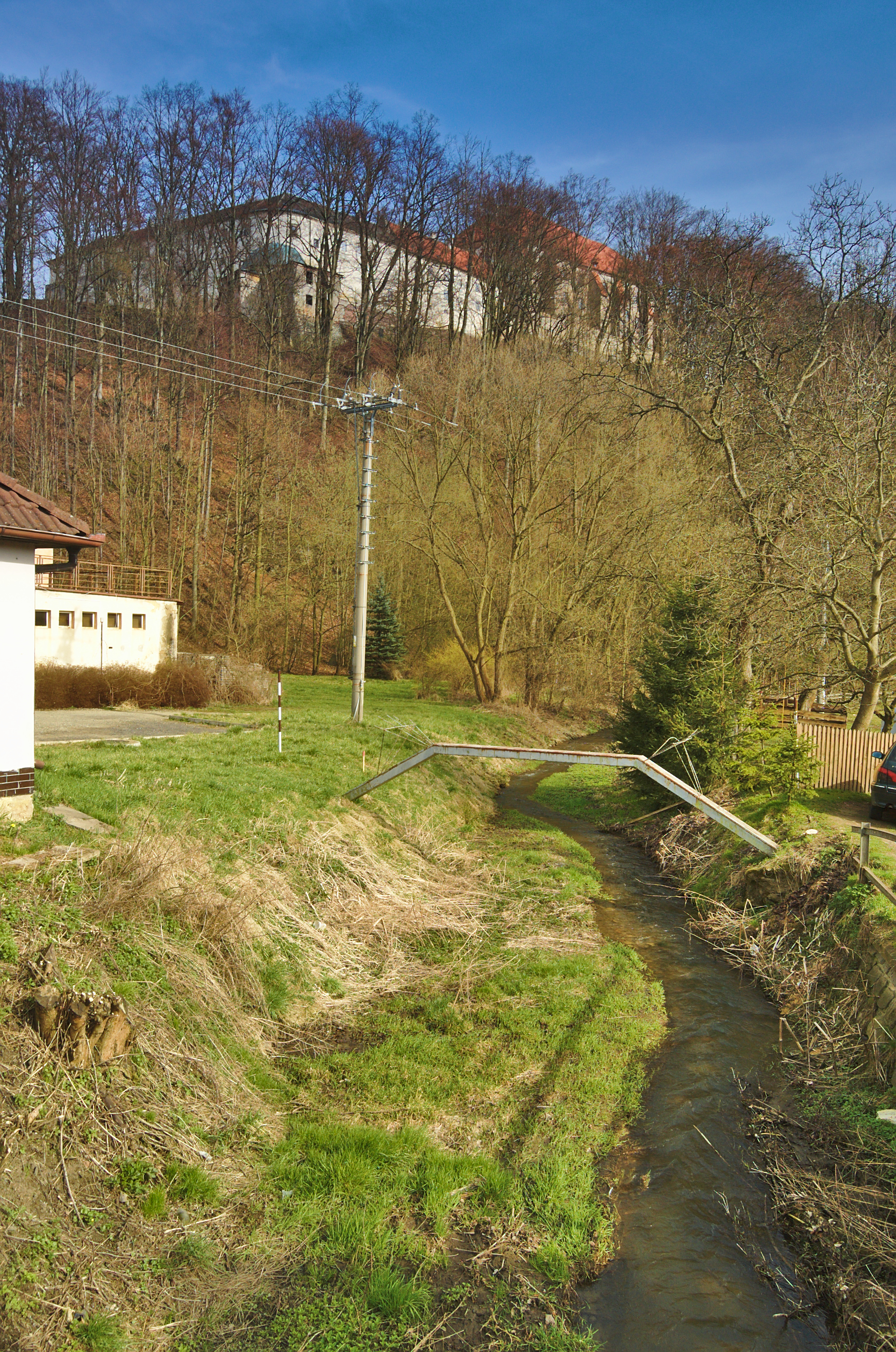
Říčka Petrůvka před soutokem s Kunštátským potokem
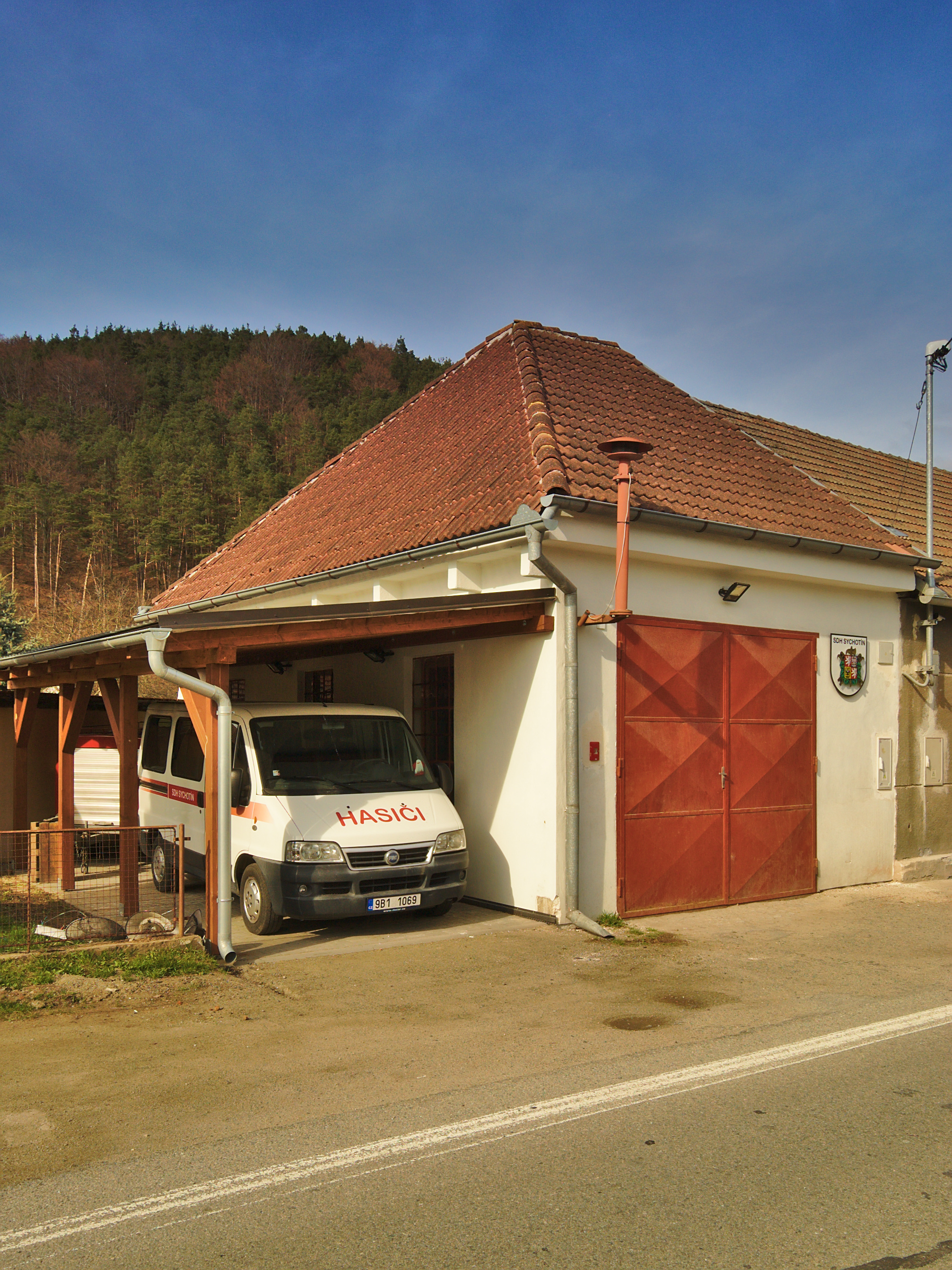
Hasičská zbrojnice
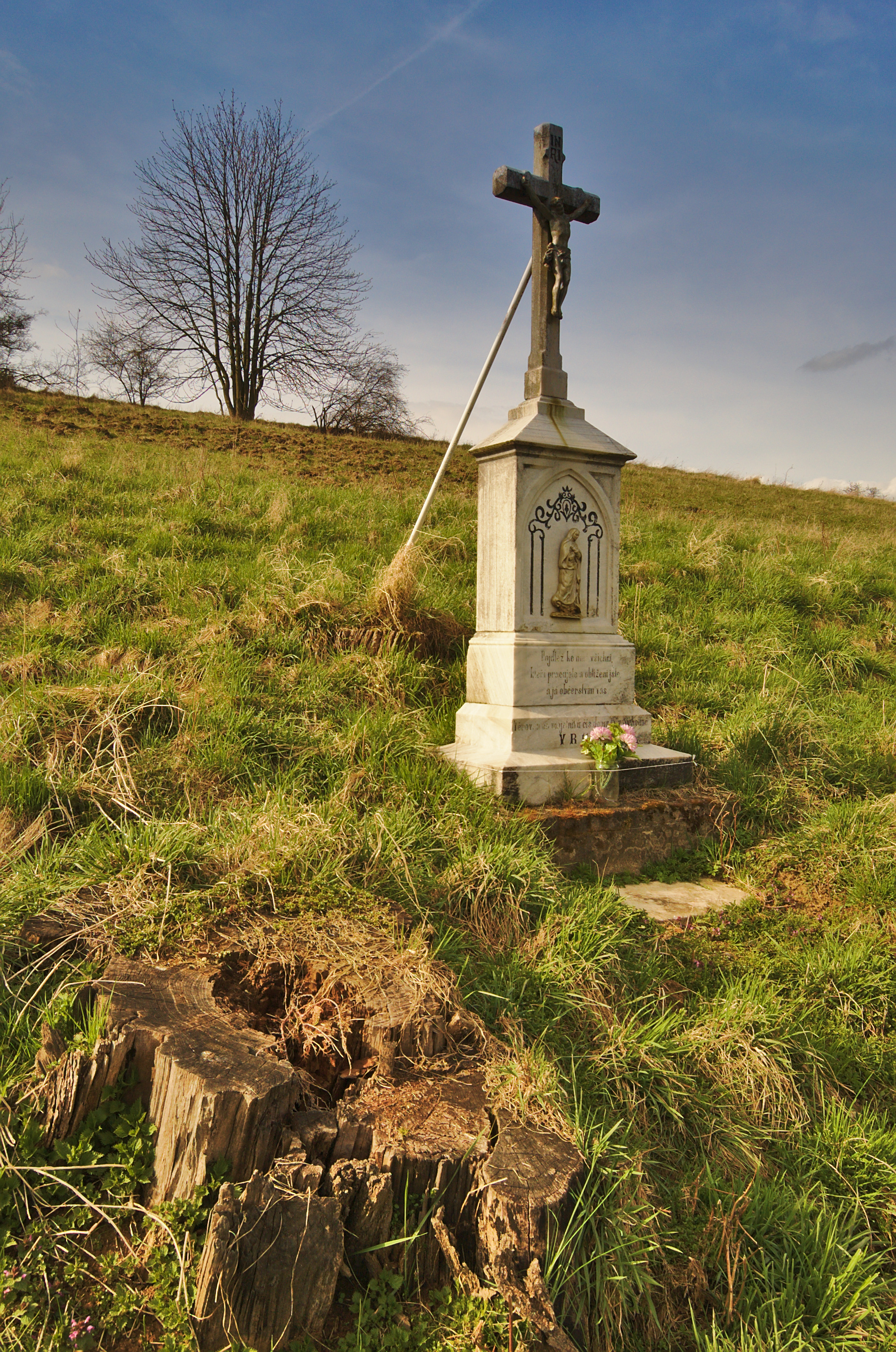
Kříž u modré turistické značky ze Sychotína do Touboře